# Insight Park

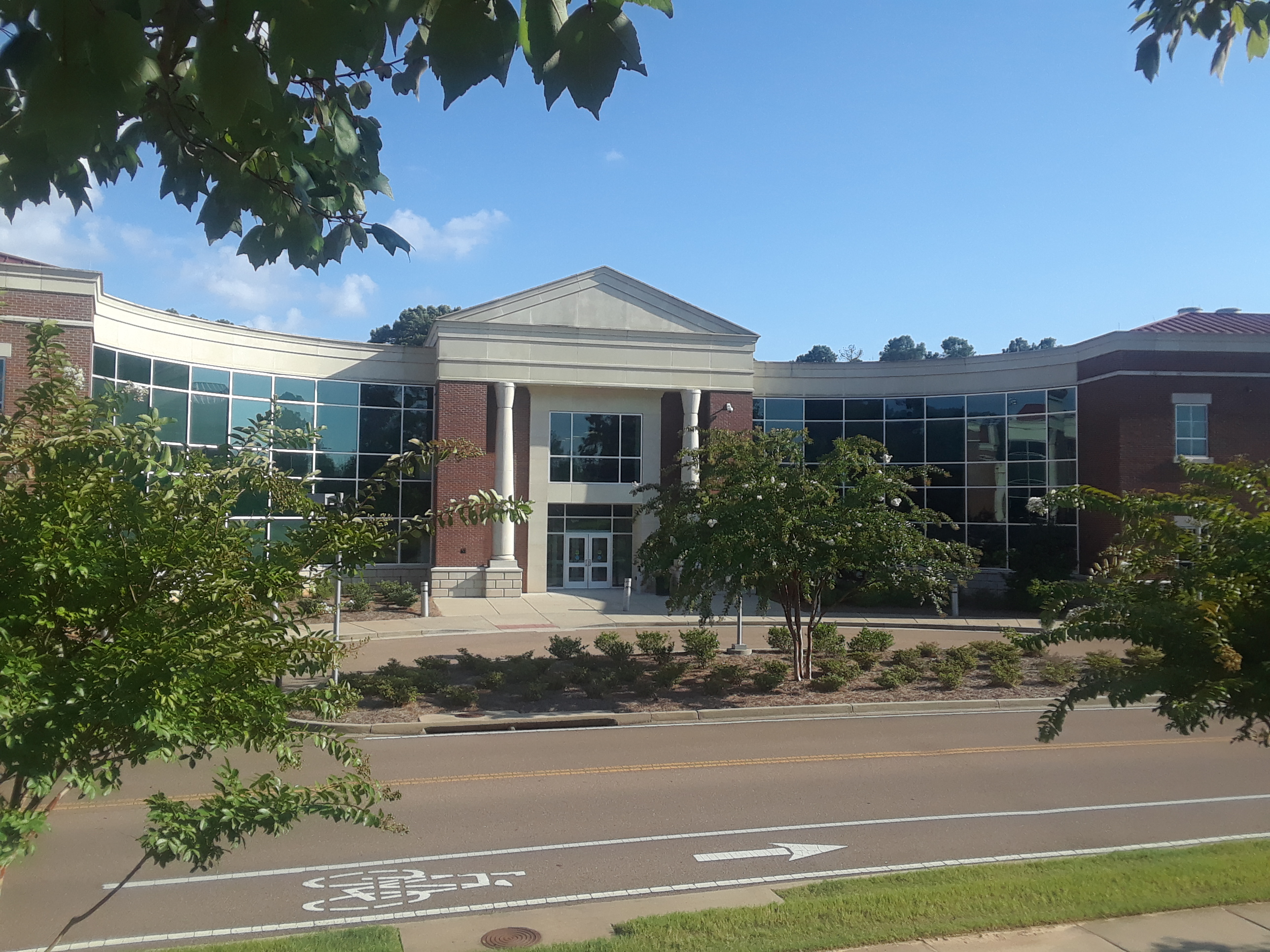
The Innovation Hub at Insight Park in 2018.

Insight Park est un parc de bureaux près du campus de l’Université du Mississippi à Oxford dans le Mississippi. Il est construit entre 2010 et 2012,.
Eldon Insurance et Big Data Pharma, deux entreprises qui appartiennent à l’homme d’affaires britannique pro-Brexit Arron Banks, signent un contrat de location à Insight Park en février 2018 sous la recommandation du gouverneur du Mississippi, Phil Bryant,.

## Sources
1. ↑  « Ole Miss: Research park work under way », The Clarion-Ledger, Jackson, Mississippi,‎ 12 juin 2010, p. 15 (lire en ligne , consulté le 29 juillet 2018)
2. ↑  « Research facility opens », The Clarion-Ledger, Jackson, Mississippi,‎ 15 avril 2012, p. 20 (lire en ligne , consulté le 29 juillet 2018)
3. ↑  Bracey Harris, « Bryant had role in Ole Miss's tie to firm. Britons allegedly used contentious data mining. », The Clarion-Ledger, Jackson, Mississippi,‎ 20 avril 2018, A1; A7 (lire en ligne , consulté le 29 juillet 2018)
4. ↑  Arielle Dreher, « UPDATED: Inside the ‘Brexit Boys’ Data Project at Ole Miss », Jackson Free Press,‎ 7 juin 2018 (lire en ligne, consulté le 29 juillet 2018)